# 난독증
난독증(難讀症, dyslexia) 또는 독서 장애(讀書障礙)는 문자를 읽고 철자를 구분하거나 내용을 이해하는 정확성이나 유연성에 장애가 있는 학습 장애를 가리킨다.
난독증 환자들은 시각이 정상이고 다른 학업영역에서는 적절한 기술을 가지고 있음에도 불구하고 읽기를 하지 못한다. 난독증에는 많은 종류가 있으며 그 원인과 양상도 다양하다. 모든 사례의 난독증과 관련된 단일한 비정상적 특징보다는 여러 가지의 비정상성이 다양한 사례에서 관찰된다. 다른 언어 장애와 마찬가지로, 난독증이 여러 원인과 양상을 보인다는 점은 언어와 읽기 능력이 여러 원인에 의해 결여될 수 있음을 보여준다.
어떤 난독증 환자의 경우,근본적인 문제들 중 일부는 지각과 관련되어 있다. 이들은 한 번에 한 글자씩 읽을 수 있지만 여러 글자를 결합하여 인식하지는 못한다. 어떤 한 글자를 결합하여 인식하지는 못한다. 어떤 한 글자를 의미가 없는 x로 둘러싸기만 해도 가운데에 있는 글자를 식별하기 어려워한다. 그들은 또한 구어의 음절을 잘 알아듣지 못하는데, 예를 들어 da라는 소리가 들리면 레버를 누르고 ga, pa또는 ta라는 소리가 들리면 레버를 누르지 않는 과제를 잘 수행하지 못한다.
모두는 아니지만 많은 난독증 환자들의 경우, 그 시각체계에서 대세포 경로가 비교적 반응성이 낮다. 많은 난독증 환자들은 단어 뿐 아니라 시각 운동 패턴을 지각하는 데도 결함을 가지고 있다. 그러나 이런 효과는 개인에 따라 많이 다르고 대세포 경로만이 이 현상을 설명할 수 있는 유일한 부위는 아니다.
난독증이 언어에 대한 불완전한 반구전문화를 반영하는 것으로 보이는 사례들도 있다. 한 광범위한 문헌 연구에 의하면, 난독증 환자들에게서는 두뇌반구의 대뇌피질이 대칭적일 가능성이 더 높은 반면에 다른 사람들의 경우에는 측두평면을 비롯한 어떤 뇌영역들이 좌반구에서 더 크다. 어떤 난독증 환자들의 경우에는 언어와 관련된 특정 뇌영역들이 사실상 우반구에서 더 크다. 이런 경과는 기능의 비정상적인 편재화를 난독증이나 기타 문제들과 연관시켜 설명하는 Geschwind와 Galaburda의 이론을 지지한다.
난독증에 관한 또 다른 설명에서는 이 현상을 주의집중 또는 방략의 차이와 관련짓는다. 한 연구에서 연구자들은 아동에게 문자 조합들(clid와 cdil과 같은)을 쌍으로 보여주고, 둘 중 어느 것이 영어 단어가 "될 수 있는 것인지"말하게 하였다. 난독증 아동들은 batmotbeam과 monglustamer 같은 가짜 단어를 제대로 발음하지는 못했지만, 정상적인 읽기 능력을 가진 아동들보다 이 과제를 사실상 더 잘 하였다. 이 결과는 난독증 아동들이 단어의 시각적 특징에 주의를 두어 단어가 될 수 있는 문자 조합과 될 수 없는 문자 조합을 인식할 수 있었지만, 생소한 단어를 말 소리로 변환시키는 능력이 부족함을 잘 보여준다.

## 관리
보상 전략, 치료 및 교육 지원을 통하여, 난독증 환자는 쓰고 읽는 것을 배울 수 있다. 장애의 통증을 관리하거나 숨기는데 유용한 기술과 기술적 도움이 있다. 스트레스와 불안 감소로 문자 이해력이 향상될 수도 있다. 알파벳 쓰기 체계에 대한 난독증 개입(dyslexia intervention)에 있어, 근본적인 목적은 아이의 자소(grapheme)(문자)와 음소(phoneme)(음성) 간의 일치를 알게 해주는 것, 그리고 음성이 단어에 섞이는 방식을 가르침으로써 읽기와 철자를 문자-음성 일치와 관련시키는 것이다. 병행하는 강화 훈련은 읽고 철자 대는 것에 초점이 맞춰져 있으며, 구강 음성 훈련만 하는 것보다 더 오래갈 수 있다. 초기 개입은 난독증 감소에 효과적이다.
연구는 특별하게 간소화된 폰트(Dyslexie와 OpenDyslexic)는 읽기에 도움 된다는 것을 제시하지 않았다. 난독증 아이는 타임스 뉴 로만(Times New Roman)과 에어리얼(Arial)과 같은 표준 폰트의 텍스트를 빨리 읽으며, 아이들은 이런 표준 폰트를 더 선호한다. 일부 연구는 자간(letter-spacing) 늘리기가 효과를 본다고 지적하였다.
음악 치료가 청소년 난독증 환자에게 효과 있다는 증거는 없다.

## 같이 보기
- 유아 발달
- 언어학
- 신경 언어학
- 순수실독증
- 실어증
- 실인증